# Principado da Bulgária
O Principado da Bulgária (em búlgaro:  Княжество България, Knyazhestvo Balgariya, em russo:  Княжество Болгария, Knyazhestvo Bolgariya) foi uma entidade autônoma criada como um Estado vassalo do Império Otomano pelo Tratado de Berlim em 1878.
Após a Guerra Russo-Turca terminar com uma vitória russa, as preliminares do Tratado de San Stefano entre o Império Russo e a Sublime Porta (o governo otomano), em 3 de março, tinha originalmente proposto um território búlgaro consideravelmente maior: suas terras abrangiam quase todos os búlgaros étnicos nos Bálcãs; e, ao incluir a Mésia, a Trácia e a Macedônia, se estenderia desde o Mar Negro até o Mar Egeu, no Mediterrâneo. O Reino Unido e a Áustria-Hungria temiam o estabelecimento de um grande Estado cliente russo nos Bálcãs, que poderia mudar o equilíbrio de poder Mediterrâneo. Devido a isso, as grandes potências foram convocadas e assinaram o Tratado de Berlim, substituindo o Tratado de San Stefano, que nunca entrou em vigor. Isto resultou em um principado suserano significativamente menor. 
O Tratado de Berlim também previa a Rumélia Oriental, como uma província autônoma dentro do Império Otomano, ao lado da Bulgária. 
Em 1885 porém, uma revolução sem derramamento de sangue resultou na Rumélia Oriental sendo de facto anexada pela Bulgária, que o Império Otomano aceitou com o Acordo de Tophane. Enquanto isso, a vitória do knyaz Alexandre de Battenberg sobre as tropas do rei Milan I da Sérvia durante a Guerra Servo-Búlgara, foi possível reforçar a posição dos nacionalistas búlgaros nos Bálcãs.
Em 21 de agosto de 1886, um golpe organizado por forças pró-russas derrubou o knyaz Alexandre da Bulgária, que foi substituído em 7 de julho de 1887 pelo infante D. Fernando de Saxe-Coburgo. 
Em 22 de setembro de 1908, a Bulgária declarou oficialmente a independência, elevando o principado ao Reino da Bulgária. O Estado Búlgaro após a Libertação é normalmente referido como o Terceiro Estado Búlgaro.